# Samson ubija Filistejca
Skulptura Samson ubija Filistejca je najstarejša med velikimi marmornimi skupinami Giambologne, kiparja velikih vojvod Medičejcev iz Toskane in edino pomembno umetnikovo delo, ki je zapustilo Italijo. Francesco I. de' Medici ga je naročil približno leta 1562 za vodnjak v Firencah, a je bil kasneje poslan kot darilo Španiji, in je bila postavljena v Palacio de la Ribera v Valladolidu. Skupino so leta 1623 predstavili valižanskemu princu, kasneje kralju Karlu I., ko se je v Španiji pogajal o zakonski pogodbi, kmalu pa je postala najbolj znana italijanska skulptura v Angliji. Ob prihodu v Anglijo ga je dobil kraljev ljubljenec, vojvoda Buckinghamski, nato pa je trikrat zamenjala lastnika, preden je leta 1954 prišla v muzej Victoria in Albert.
Skulptura prikazuje Samsona ki vihti oslovo čeljust, da bi ubil enega od Filistejcev, ki so se mu posmehovali. Je dober primer kipa, ki ga je potrebno pogledati iz več točk; spiralno gibanje teles pomeni, da ni glavnega pogleda. Dramska poza temelji na kompoziciji Michelangela, ki je bil v poznih 1570-ih, ko ga je Giambologna spoznal v Rimu. Skupina je bila izklesana iz samo enega bloka marmorja, podprta s samo petimi ozkimi konicami. Čeprav je marmor na prostem izpostavljen že tri stoletja, še vedno kaže občutljivo klesanje Giambologne.